# Pedro Santana Lopes
Pedro Miguel de Santana Lopes (ur. 29 czerwca 1956 w Lizbonie) – portugalski prawnik, nauczyciel i polityk, poseł do Zgromadzenia Republiki i eurodeputowany, burmistrz Lizbony (2002–2004, 2005), w latach 2004–2005 premier Portugalii oraz przewodniczący Partii Socjaldemokratycznej (PSD).

## Życiorys
Urodził się i wychował w Lizbonie, gdzie uczęszczał do Liceu Padre António Vieira. Ukończył prawo na Uniwersytecie Lizbońskim. Po uzyskaniu licencjatu pracował jako naukowiec w instytutach zajmujących się prawem i integracją europejską na Uniwersytecie w Kolonii, był stypendystą Deutscher Akademischer Austauschdienst. Zatrudniony następnie jako nauczyciel akademicki na Uniwersytecie Lizbońskim oraz na Universidade Lusíada de Lisboa i Universidade Moderna. Praktykował także jako adwokat.
W 1976 wstąpił do Partii Socjaldemokratycznej. W rządach Francisca Sá Carneiro pełnił obowiązki zastępcy ministra delegowanego (1978–1979), a także doradcy ds. prawnych w gabinecie premiera (1980–1981). W 1980 po raz pierwszy został wybrany w skład Zgromadzenia Republiki z okręgu Lizbona (reelekcję uzyskiwał w latach 1983, 1987 i 1991). Od 1987 do 1989 sprawował mandat posła do Parlamentu Europejskiego II kadencji.
Wchodził następnie w skład gabinetów Aníbala Cavaco Silvy. Pełnił obowiązki sekretarza stanu ds. prezydium rządu (1985–1987) oraz ds. kultury (1990–1991). W latach 1995–1997 stał na czele zarządu klubu piłkarskiego Sporting Club de Portugal. Od 1998 do 2001 był burmistrzem miejscowości Figueira da Foz, w 1999 ponownie wybrany do portugalskiego parlamentu. W latach 2002–2004 sprawował urząd burmistrza Lizbony.
17 lipca 2004 został mianowany premierem Portugalii, kiedy to José Manuela Barroso desygnowano na stanowisko przewodniczącego Komisji Europejskiej. W poprzednim miesiącu zastąpił go również na funkcji przewodniczącego PSD. Ustąpił w lutym 2005 po przegranych przez socjaldemokratów wyborach parlamentarnych, w których uzyskał mandat poselski na kolejną kadencję. 12 marca 2005 nowym premierem został socjalista José Sócrates. Pedro Santana Lopes przez kilka miesięcy do października 2005 wykonał ponownie obowiązki burmistrza Lizbony.
W 2008 bez powodzenia ubiegał się o ponowne przywództwo w PSD, przegrywając z Manuelą Ferreirą Leite. Do 2013 działał w lizbońskim samorządzie, w 2012 został prezesem organizacji charytatywnej Santa Casa da Misericórdia de Lisboa.
W 2018 ponownie kandydował na przewodniczącego partii, tym razem pokonał go Rui Rio. W tym samym roku opuścił PSD, założył też nowe ugrupowanie pod nazwą Aliança. Odszedł z tej partii w 2021. W wyniku wyborów lokalnych w tym samym roku powrócił na urząd burmistrza miejscowości Figueira da Foz.

## Odznaczenia
- Krzyż Wielki Orderu Alawitów (Maroko, 1995)[8]
- Krzyż Wielki Orderu Zasługi (Węgry, 2002)[8]
- Krzyż Wielki Orderu Krzyża Południa (Brazylia, 1991 i 2003)[8]
- Wielka Złota Odznaka Honorowa za Zasługi dla Republiki Austrii (Austria, 2004)[8]
- Krzyż Wielki Order Chrystusa (Portugalia, 2010)[9]